# Дзвінкий ясенний боковий одноударний
Ясенний (альвеолярний) боковий одноударний — тип приголосного звука, що існує в деяких людських мовах. Символ Міжнародного фонетичного алфавіту цього звука — ɺ, а відповідний символ X-SAMPA — l\.

## Властивості
Властивості ясенного бокового одноударного:
- Тип фонації — дзвінка, тобто голосові зв’язки вібрують від час вимови.
- Спосіб творення — одноударний, тобто одним м’язовим скороченням один артикулятор коротко ударяється об інший.
- Місце творення — ясенне, тобто він артикулюється передньою частиною язика проти ясенного бугорка.
- Це ротовий приголосний, тобто повітря виходить крізь рот.
- Це боковий приголосний, тобто повітря проходить по боках язика, а не по центру.
- Механізм передачі повітря — егресивний легеневий, тобто під час артикуляції повітря виштовхується крізь голосовий тракт з легенів, а не з гортані, чи з рота.